# Cecil Campbell
The Honorable Sir Cecil James Henry Mussen Campbell est un ancien joueur irlandais de tennis né à Dublin le 4 mai 1891 et décédé à Londres le 11 mai 1952.

## Carrière

### Coupe Davis
Il joue pour l'équipe d'Irlande de Coupe Davis. Son meilleur résultat est un quart de finale Europe.

3 rencontres / 6 matchs / 2 victoires / 4 défaites.
Toutes les rencontres ont eu lieu à Dublin. Il n'a joué qu'un double (avec Simon Scroope), contre la France en 1923, perdu contre Jacques Brugnon et René Lacoste. En simple, il a battu Jean Borotra (6-1, 7-5, 6-0) et avec sa défaite contre Henri Cochet il a joué contre les quatre mousquetaires français. Les deux autres rencontres étaient contre l'Inde (1923) et l'Afrique du Sud (1927).

### Grand Chelem
Quart de finaliste au tournoi de Wimbledon 3 fois de suite de 1921 à 1923 puis après une absence de deux ans en 1924 et 1925 il atteint les 1/8 en 1927, 1/32 en 1928 et 1/64 en 1929.
En 1923 à Wimbledon il bat René Lacoste en 1/8 de finale 1-6, 3-6, 6-3, 6-2, 6-3.